# Florica, Teleorman
Florica este un sat în comuna Dracea din județul Teleorman, Muntenia, România.